# Panthera blytheae
Panthera blytheae (Tseng et al., 2013) è un felide estinto, vissuto nel tardo Miocene e nel primo Pliocene in Asia. È stato ritrovato allo stato fossile su un altopiano del Tibet nel 2010. È il grande felino più antico mai trovato e la sua scoperta è una conferma all'ipotesi secondo cui i panterini abbiano avuto origine nel continente asiatico.